# Pinilla de los Moros
Pinilla de los Moros ist ein Ort und eine kleine Gemeinde (municipio) mit 33 Einwohnern (Stand: 2024) in der nordspanischen Provinz Burgos in der Autonomen Gemeinschaft Kastilien-León. Sie ist Teil der Comarca Sierra de la Demanda. Zur Gemeinde gehört noch die kleine Ortschaft Piedrahita de Muñó.

## Lage und Klima
Pinilla de los Moros liegt im Herzen der Sierra de la Demanda in einer Höhe von etwa 970 m. Die Provinzhauptstadt Burgos ist knapp 50 km in nordwestlicher Richtung entfernt. Durch die Gemeinde und den Ort fließt der Río Pedroso, ein Nebenfluss des Río Arlanza. Das Klima im Winter ist rau, im Sommer dagegen gemäßigt und warm; der für spanische Verhältnisse ausreichende Regen (ca. 875 mm/Jahr) fällt überwiegend im Winterhalbjahr.

## Bevölkerungsentwicklung
| Jahr      | 1970 | 1981 | 1991 | 2001 | 2011 | 2021 |
| Einwohner | 102  | 67   | 54   | 48   | 48   | 40   |

## Sehenswürdigkeiten

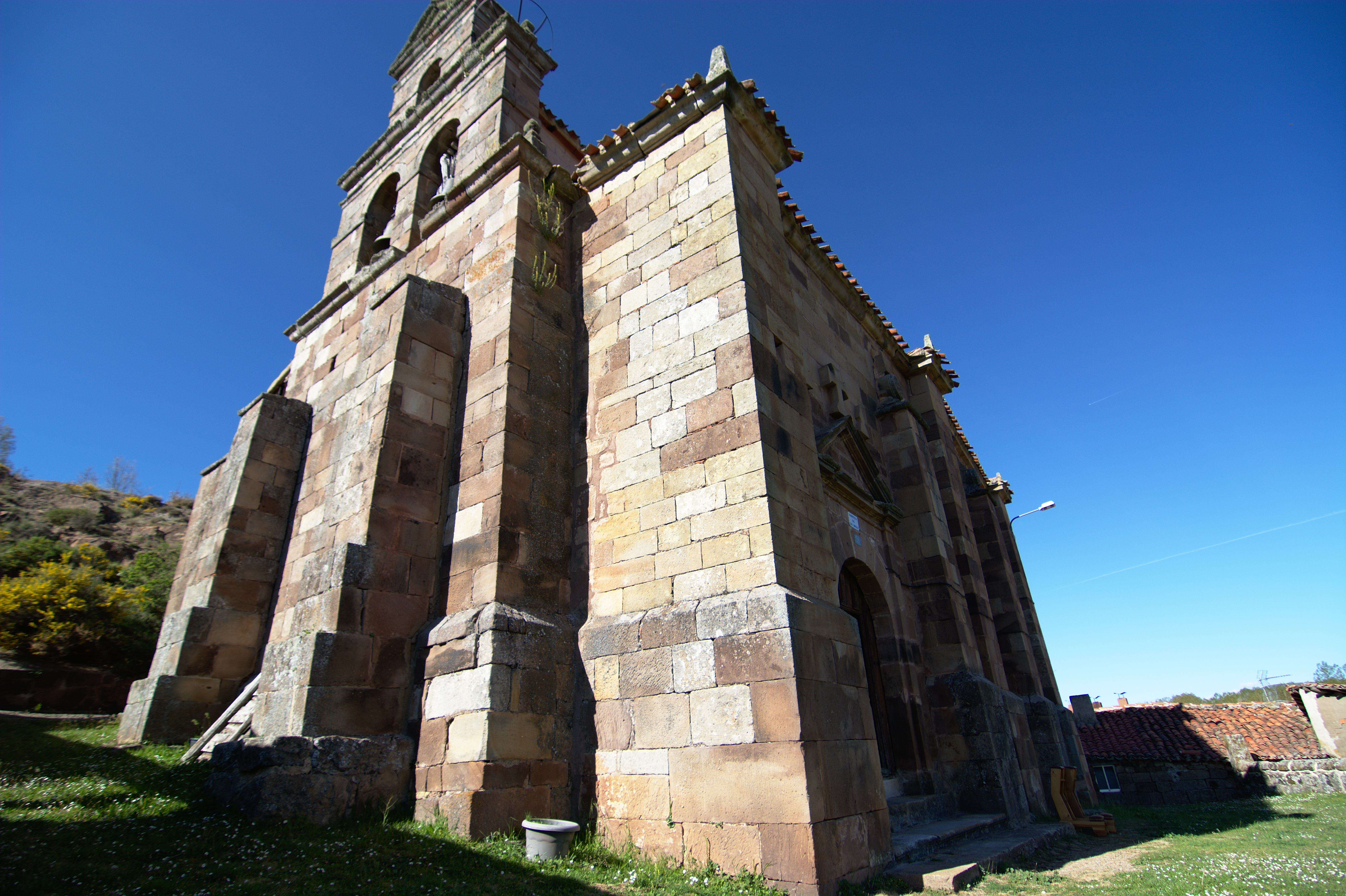
Kirche San Román Mártir
- Einsiedelei Santa Ana

- Kirche San Román Mártir

## Persönlichkeiten
- Ángel Turrado Moreno (1903–1961), römisch-katholischer Ordensgeistlicher, Apostolischer Vikar von Machiques